# Abarth 124 Spider
De Abarth 124 Spider is een auto van het Italiaanse Abarth. De auto is gebaseerd op zijn voorganger uit 1972, de Abarth 124. Tijdens de Autosalon van Genève in 2016 werd de auto gepresenteerd. De 1.4 liter 4 cilinder-turbomotor in de 124 zorgt ervoor dat er een topsnelheid van 232 km/h wordt gehaald. De auto heeft een zwarte motorkap, dat weer refereert aan de 124 uit 1972. 
Naast de Spider-versie komt er ook een rally-versie van de 124. Deze moet weer mee gaan doen met grote rally's.

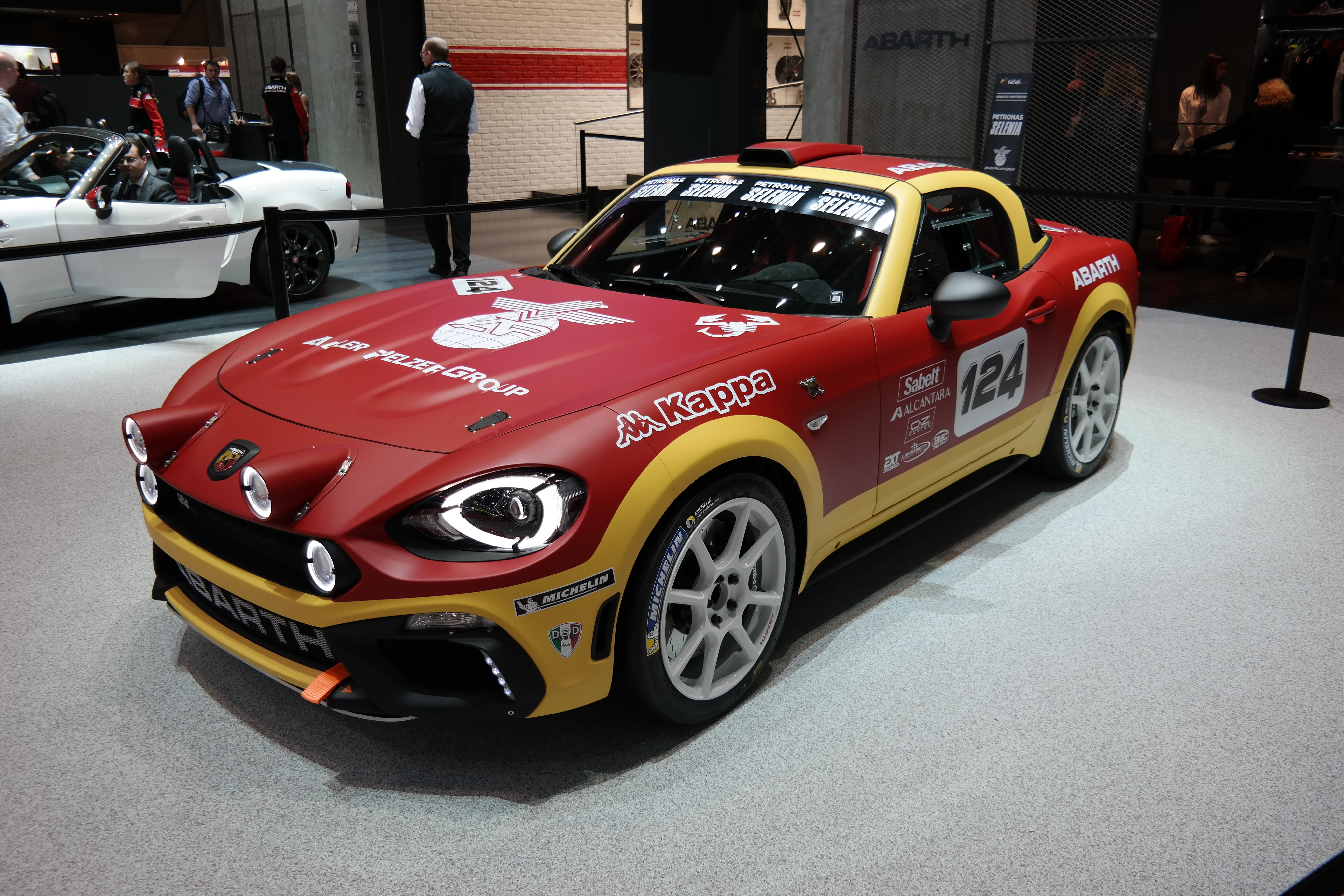
Rally versie van de 124
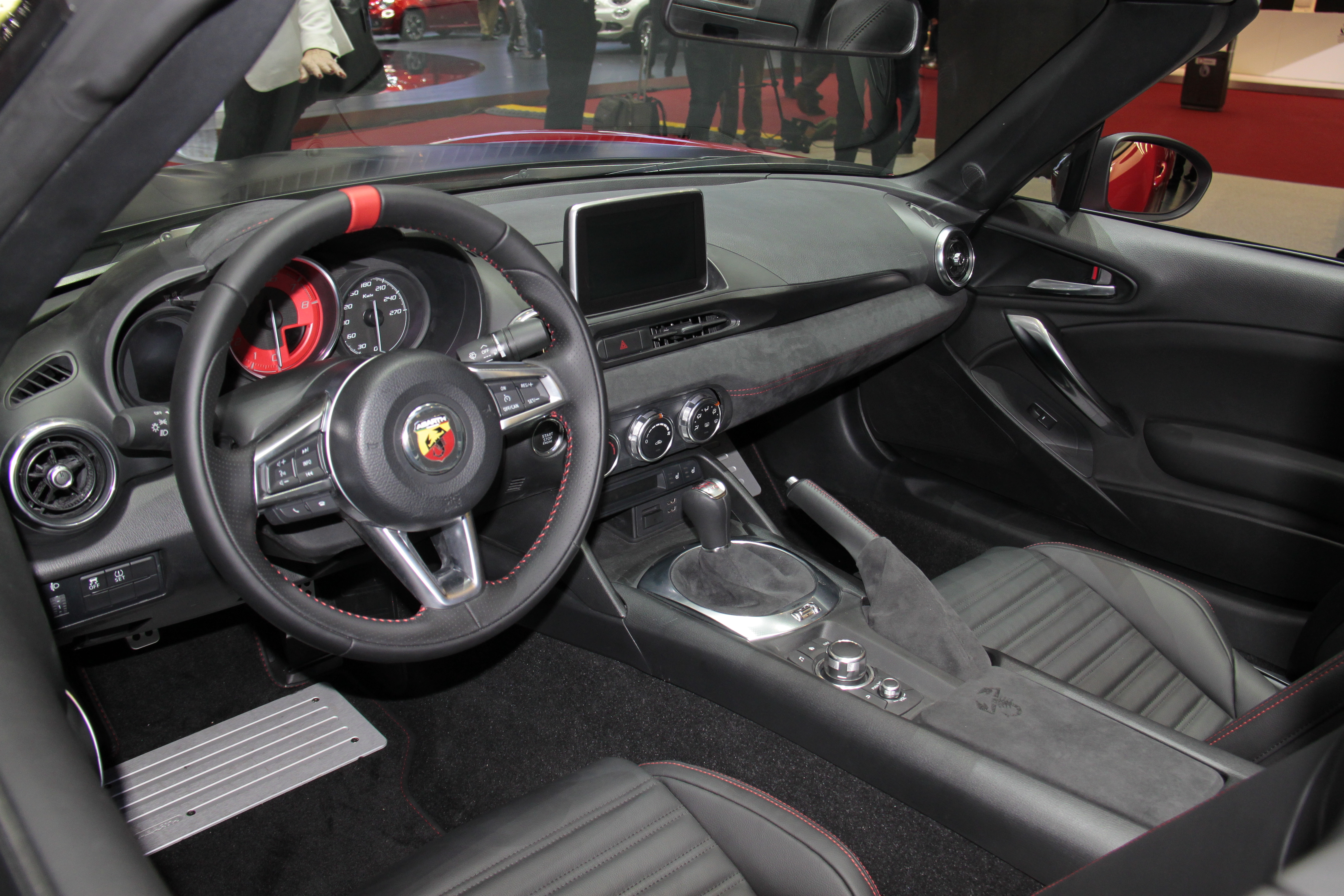
Interieur van de 124 Spider
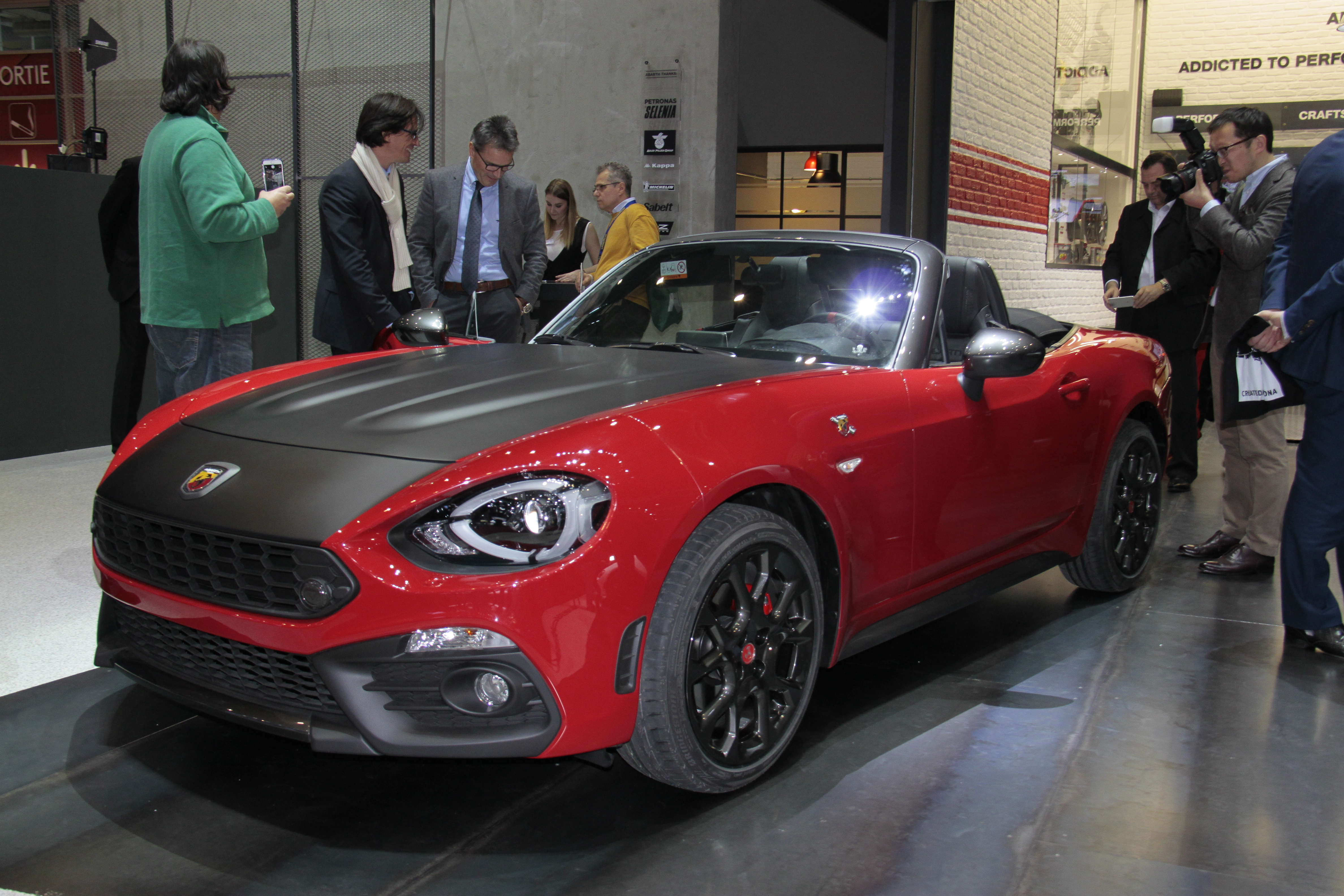
Abarth 124 Spider in Genève 2016